# François Marie Falquerho

François Marie Falquerho, François Falquerho, ou encore abbé Falquerho ou Falquerheu, né le 11 décembre 1854 à Kervignac, Morbihan, mort le 6 mars 1917 à Ploeren, est un prêtre et poète breton.

## Présentation
L'abbé Falquérho est ordonné prêtre le 21 décembre 1878 pour le diocèse de Vannes. Il est successivement nommé vicaire à Ploeren, le 23 décembre 1878. Puis, vicaire à la cathédrale Saint-Pierre de Vannes à partir du 31 décembre 1884. L'abbé devient aumônier des Ursulines d'Hennebont le 21 mars 1891. Enfin, François-Marie Falquérho devient recteur de Ploeren du 25 février 1902 jusque sa mort. 
Il a donné de nombreuses compositions dans des revues diverses. Son poème Jobig et une Vie de saint François sont ses compositions les plus connues.

## Œuvres
- Buhé sant Fransez a Assis
- Lettre dans Histoér en intron varia a Lourd

## Pour approfondir